# Amblymora keyana
Amblymora keyana är en skalbaggsart som beskrevs av Stefan von Breuning 1965. Amblymora keyana ingår i släktet Amblymora och familjen långhorningar. Inga underarter finns listade i Catalogue of Life.